# Huperzia darwiniana
Huperzia darwiniana là một loài thực vật có mạch trong Họ Thạch tùng. Loài này được (Herter ex Nessel) B. Øllg. mô tả khoa học đầu tiên năm 1994.